# Ignacia Sáenz y Ulloa
Ignacia Sáenz y Ulloa, född 1800, död 1873, var Nicaraguas första dam 1822-1823 och 1833-1835 som gift med president José Rafael Gallegos Alvarado.
Hon var dotter till Manuel Sáenz y Alvarado och María Cayetana de Ulloa y Guzmán-Portocarrero: hennes far härstammade från en spansk guvernör. Hon gifte sig 1822 med president José Rafael Gallegos Alvarado. Hon beskrivs som from och barmhärtig. Hon blev änka 1850. Hon är känd för att tillsammans med den dåvarande presidentfrun Inés Aguilar Cueto de Mora y, Gerónima Fernández Chacón och en grupp andra överklasskvinnor ha organiserat en fond för de soldater som kämpat i kriget mot William Walker 1856. Hon bosatte sig 1872 i San Francisco i Kalifornien.